# Слаттаратіндур
Сла́ттаратіндур (фар. Slættaratindur) — найвища точка Фарерських островів.
Розташована в північній частині острова Естурой, неподалік від селища Фуннінгур‎. Максимальна висота гори — 880 м над рівнем моря. Ім'я означає «полога вершина».
Підйом на вершину зі сторони місцевості Ейдіскард (фар. Eiðisskarð) займає трохи більше однієї години, а зі сторони селища Джогв — близько 4-х годин і не потребує спеціальних альпіністських навичок. В хорошу погоду з вершини можна побачити весь архіпелаг Фарерських островів, а також й Ватнайокутль, найбільший льодовик Ісландії. Відстань від останнього складає приблизно 550 км.
Існує традиція підніматися на вершину гори 21 червня, у найдовший день у році. Саме в цей день, перебуваючи на вершині гори, люди можуть побачити захід сонця, а потім, через кілька годин, спостерігати, як сонце знову встає. Час, витрачений на очікування сонця, використовується для виконання народних танців та співу.